# Tachydromia meigeniana
Tachydromia meigeniana är en tvåvingeart som först beskrevs av Mario Bezzi 1903.  Tachydromia meigeniana ingår i släktet Tachydromia och familjen puckeldansflugor. Inga underarter finns listade i Catalogue of Life.